# 戈登峰
72°26′S 0°32′E / 72.433°S 0.533°E
戈登峰（德語：Gordon Peak），是南極洲的山峰，位於毛德皇后地的瑪塔公主海岸，處於羅賓高地西北端，屬於斯維爾德魯普山脈的一部分，由德國的探險隊拍攝空中照片，現時由南極條約體系管理。